# Schizaea bifida
Schizaea bifida là một loài dương xỉ trong họ Schizaeaceae. Loài này được Willd. mô tả khoa học đầu tiên năm 1802.
Danh pháp khoa học của loài này chưa được làm sáng tỏ. 